# Vicent Llombart
Vicent Llombart Rosa (Valencia, 28 de mayo de 1948-Valencia, 29 de enero de 2017) fue un político, economista, investigador y catedrático universitario español, primer consejero de Obras Públicas, Transporte y Urbanismo de la Generalidad Valenciana en la etapa autonómica (1983-1985).

## Biografía

### Formación y primera etapa académica
Vicent Llombart nació en Valencia. Tercero de cinco hermanos, se licenció en Ciencias Económicas por la Universidad de Valencia en 1972, donde se sintió influido en especial por Ernest Lluch —tanto en lo académico como en lo político—, además de por otros como Jordi Nadal Oller o José Luis Sampedro. El mismo año que se licenció inició su carrera académica e investigadora como profesor ayudante en la propia Universidad de Valencia, trabajando junto a Salvador Almenar Palau, Ernest Lluch o Joaquín Ocampo , en una relación fructífera y duradera y que giró en torno al pensamiento económico español y, de manera singular, al estudio del periodo ilustrado (siglo XVIII) con amplios trabajos sobre Pedro Rodríguez de Campomanes y Gaspar Melchor de Jovellanos. En 1973 ganó plaza como profesor adjunto contratado e inició la elaboración de su tesis doctoral dirigida por Ernest Lluch y que concluyó y defendió en 1976 con el título Pensamiento y teoría de la política económica del conde de Campomanes. Economía e ideología de la ‘Ilustración oficial’ en España (1760-1790), frente a un tribunal presidido por Manuel Sánchez Ayuso y compuesto por el propio Lluch, Francisco Tomás y Valiente, Josep Fontana y Pedro Schwartz. Permaneció en la Universidad de Valencia hasta 1979, año en el que se incorporó a la Universidad Complutense de Madrid como profesor adjunto interino en la cátedra de Historia de las doctrinas económicas hasta 1983.

### Actividad política y retorno a la universidad
En el ámbito político, en los años 1970 Vicent Llombart fue miembro de los denominados Grups d’Acció i Reflexió Socialista, germen del Partit Socialista del País Valencià, formación política fundada en 1974 y que se fusionó en 1978 con el PSOE, dando lugar al PSPV-PSOE. En 1983, tras las primeras elecciones autonómicas en la Comunidad Valenciana, fue nombrado por el presidente, Joan Lerma, consejero de Obras Públicas, Urbanismo y Transporte del Consejo de la Generalidad Valenciana, cargo del que fue cesado dos años después siendo sustituido por Rafael Blasco.
Tras la experiencia como gestor, que él consideró positiva, abandonó la política y regresó a la universidad, en este caso a la de Valencia, donde meses antes de su cese como consejero en la Comunidad Valenciana había tomado posesión de plaza como titular del Área de Historia e Instituciones Económicas, donde sucesivamente fue profesor de Historia del Pensamiento Económico, Historia de las ideas y los hechos económicos en España, Introducción a la Historia del Pensamiento Económico y Pensamiento económico heterodoxo. En 1989 fue elegido vicedecano y en 1995 decano de la Facultad de Ciencias Económicas y Empresariales, puesto al que renunció en 1997 después de ganar la cátedra de Historia del Pensamiento Económico a finales de 1996.

### Campo de investigación
Como investigador Vicent Llombart se decantó, aun antes de finalizar la licenciatura, por la Historia del pensamiento económico, a lo que contribuyó de manera decisiva haber tenido a Ernest Lluch como profesor en el último año de carrera. Esto ocurrió al tiempo que, por una parte, historiadores económicos nacionales (Pedro Schwartz, Fabián Estapé, ...) e internacionales revisaban las obras de clásicos del pensamiento económico y, por otra, llegaban en donación a la Fundación Universitaria Española escritos fundamentales de la obra de Campomanes a los que Llombart tuvo acceso. Todo ello marcó la tarea investigadora de Llombart que arrancó con la tesis doctoral, Pensamiento y teoría de la política económica del conde de Campomanes ..., pasó por un ingente trabajo de traducción de obras de autores europeos hasta la propia revisión de algunas posiciones de su tesis en 1992 con la publicación de Campomanes, economista y político de Carlos III continuó con un amplio estudio sobre Jovellanos, su obra y sus propuestas reformadoras que reivindicó, no solo en el periodo convulso de la época que le tocó vivir, sino con una proyección también al mundo contemporáneo y, finalmente, concluyó con la «cartografía» ordenada y minuciosa del entramado de autores y obras del siglo XVIII en los que lo político, lo económico, lo personal y, en general, la experiencia y el contexto de cada uno matiza sus obras y reflexiones.
Así, al decir de Salvador Almenar, «en paralelo a la restitución histórica de Campomanes, Llombart [desplegó] un ambicioso proyecto de estudio sobre la economía política y la política económica de la Ilustración española» a lo que Cervera Ferrí añade que «cuestionó arraigados apriorismos, tales como la identificación de lo ilustrado con lo burgués o su contraposición al mercantilismo». El propio Llombart lo resumió señalando la importancia de la aportación del pensamiento europeo al periodo ilustrado español, la errónea creencia de que las libertades públicas fueran paralelas a la ilustración científica y económica siempre y en todo caso y el peso que tuvo el desarrollo de los ejércitos en el impulso de algunas ramas científicas como las matemáticas o la ingeniería.
Llombart formó parte del equipo editorial de The European Journal of the History of Economic Thought, fue vocal del Consejo de Política Científica e Investigación de la Generalidad Valenciana (1989-1996),
miembro de la Real Sociedad Económica de Amigos del País de Valencia. y académico de la Real Academia de Ciencias Morales y Políticas.

## Obras
Relación no exhaustiva:
- Pensamiento y teoría de la política económica del conde de Campomanes. Economía e ideología de la ‘Ilustración oficial’ en España (1760-1790). Tesis doctoral. Valencia: Universidad de Valencia, Facultad de Ciencias Económicas y Empresariales. 1976
- Reflexiones sobre el comercio español a Indias (1762), [edición de Vicent Llombart de la obra de Pedro Rodríguez Campomanes]. 1988.
- Campomanes, economista y político de Carlos III, 1992.
- Gaspar Melchor de Jovellanos. Escritos económicos, 2000
- Traducciones españolas de economía política (1700-1812): catálogo bibliográfico y una nueva perspectiva, 2005
- Gaspar Melchor de Jovellanos. Obras Completas. Tomo X Escritos Económicos, 2008 (edición junto con Joaquín Ocampo Suárez-Valdés)
- Obras completas. Pedro Rodríguez de Campomanes, [Estudio preliminar y obras completas anotadas y comentadas en siete volúmenes], 2009.
- Jovellanos y el otoño de las Luces. Educación, economía, política y felicidad, 2013.